# Language
Language（E-ISSN 1535-0665 Print ISSN 0097-8507）はアメリカ言語学会（Linguistic Society of America）の発行する公式の季刊論文誌。1924年創刊。理論言語学の全般を扱う。